# Nesbitt (Texas)
Nesbitt ist eine Stadt im Harrison County im US-Bundesstaat Texas der Vereinigten Staaten. Das U.S. Census Bureau hat bei der Volkszählung 2020 eine Einwohnerzahl von 273 ermittelt.

## Geografie
Die Stadt liegt im Nordosten von Texas, ist im Osten etwa 38 Kilometer von Louisiana, im Nordosten 64 Kilometer von Arkansas, im Norden 115 Kilometer von Oklahoma entfernt und hat eine Gesamtfläche von 4,5 km².

## Geschichte
Benannt wurde der Ort wahrscheinlich nach der Familie Nesbitt, die bereits um 1850 hier siedelte.

## Demografische Daten
Nach der Volkszählung im Jahr 2000 lebten hier 302 Menschen in 115 Haushalten und 83 Familien. Die Bevölkerungsdichte betrug 66,6 Einwohner pro km². Ethnisch betrachtet setzte sich die Bevölkerung zusammen aus 80,46 % weißer Bevölkerung, 18,21 % Afroamerikanern, 0,99 % amerikanischen Ureinwohnern, 0,00 % Asiaten, 0,00 % Bewohnern aus dem pazifischen Inselraum und 0,00 % aus anderen ethnischen Gruppen. Etwa 0,33 % waren gemischter Abstammung und 0,00 % der Bevölkerung waren spanischer oder lateinamerikanischer Abstammung.
Von den 115 Haushalten hatten 31,3 % Kinder unter 18 Jahre, die im Haushalt lebten. 59,1 % davon waren verheiratete, zusammenlebende Paare. 9,6 % waren allein erziehende Mütter und 27,8 % waren keine Familien. 27 % aller Haushalte waren Singlehaushalte und in 13 % lebten Menschen, die 65 Jahre oder älter waren. Die Durchschnittshaushaltsgröße betrug 2,63 und die durchschnittliche Größe einer Familie belief sich auf 3,20 Personen.
27,2 % der Bevölkerung waren unter 18 Jahre alt, 9,3 % von 18 bis 24, 25,5 % von 25 bis 44, 23,5 % von 45 bis 64, und 14,6 % die 65 Jahre oder älter waren. Das Durchschnittsalter war 38 Jahre. Auf 100 weibliche Personen aller Altersgruppen kamen 102,7 männliche Personen. Auf 100 Frauen im Alter von 18 Jahren und darüber kamen 100 Männer.
Das jährliche Durchschnittseinkommen eines Haushalts betrug 29.583 USD, das Durchschnittseinkommen einer Familie 50.833 USD. Männer hatten ein Durchschnittseinkommen von 43.750 USD gegenüber den Frauen mit 23.000 USD. Das Prokopfeinkommen betrug 16.632 USD. 10 % der Bevölkerung und 6,3 % der Familien lebten unterhalb der Armutsgrenze. Davon waren 14,9 % Kinder und Jugendliche unter 18 Jahren und 10 % waren 65 oder älter.